# Gobiopterus macrolepis
Gobiopterus macrolepis és una espècie de peix de la família dels gòbids i de l'ordre dels perciformes.

## Morfologia
- Els mascles poden assolir 2 cm de longitud total.[5][6]

## Hàbitat
És un peix de clima subtropical i demersal.

## Distribució geogràfica
Es troba a Àsia: és una espècie de peix endèmica del delta del riu Zhu Jiang (Guangdong, la Xina).

## Observacions
És inofensiu per als humans.